# Septotrapelia glauca
Septotrapelia glauca är en lavart som beskrevs av Aptroot & Chaves. Septotrapelia glauca ingår i släktet Septotrapelia och familjen Pilocarpaceae.   Inga underarter finns listade i Catalogue of Life.